# Quartier de la Porte-Dauphine
Das Quartier de la Porte-Dauphine ist das 63. der 80 Quartiers (Stadtviertel) von Paris im 16. Arrondissement.

Die Stadtviertel im 16. Arrondissement

## Lage
Der Verwaltungsbezirk im 16. Arrondissement von Paris wird von folgenden Straßen begrenzt:
- Westen und Norden: Grenze zum Département Hauts-de-Seine
- Osten: Avenue de Malakoff, Avenue Raymond Poincaré zum Place du Trocadéro
- Süden: Avenue Georges Mandel, Avenue Henri Martin
- Südosten: Route de la Muette à Neuilly, Route de Longchamp au bout des lacs, Route des lacs à Madrid

## Namensursprung
Das Viertel erhielt seinen Namen von der Porte Dauphine (französisch Tor Dauphin), die sich in der Mitte der Place du Maréchal de Lattre de Tassigny befindet und den Übergang zum Bois de Boulogne symbolisiert.

## Geschichte

### Das Gebiet vor der Besiedlung
Das heutige Stadtviertel liegt im Nordwesten auf dem Gelände der ehemaligen Siedlung auf dem Colline de Chaillot; hiervon gibt es keine Überreste; es müsste wohl im Gebiet der heutigen Straßen Rue de Chaillot, Rue Quentin-Bauchart und Avenue Pierre Ier de Serbie gelegen haben. Es wurde 1659 in einem Vorort von Paris unter dem Namen Faubourg de la Conférence errichtet und 1787 durch die Mauer der Generalpächter in die Stadt aufgenommen. Das sanft zum Bois de Boulogne abfallende Gelände hieß zuerst Plaine de Chaillot, dann Plaine de Passy und gehörte rechtlich bis 1789 zur Abtei Saint-Denis. Das Gebiet wurde bis ins 19. Jahrhundert vor allem landwirtschaftlich (Weinbau) genutzt. Die Rue des Belles Feuilles erinnert heute noch an diesen Ursprung.

### Besiedlung des Stadtviertels
Die Société des terrains de la plaine de Passy begann 1825 mit der Vermessung und Bebauung.
Als 1842 die Thierssche Stadtbefestigung errichtet und der Bois de Boulogne abgetrennt wurde, war das zukünftige Stadtviertel noch nahezu unbebaut. Die Grenzen des Viertels wurden dann 1860 bei der Eingemeindung von Passy in das 16. Arrondissement festgelegt.
Die Entstehung des Quartier de la Porte-Dauphine geht im Wesentlichen auf die Zeit von 1872 bis 1911 zurück, als luxuriöse Gebäude, prächtige Privatvillen und schöne Einzelhäuser (zum Teil in Privatstraßen) errichtet wurden.

### Das Stadtviertel heute
In dem Viertel stehen wenig Häuser aus der Zeit vor 1840. Es gibt zahlreiche Gebäude im Stil der Haussmann’schen Umgestaltung von Paris im 2. Kaiserreich und danach (1871–1914). In der Folgezeit wurden einige Herrschaftshäuser abgetragen und durch Wohnblocks ersetzt. Die wenigen, die noch erhalten blieben, werden heute oft als Bürogebäude benutzt, nur wenige sind noch repräsentative Wohngebäude.
In dem Stadtviertel gibt es relativ viele Privatwege: Square de l’Avenue Foch, Villa Saïd, Villa Dupont, Villa Spontini, Rue de Pomereu, Avenue de Montespan.
Das Wohngebiet mit hohem Standard umfasst auch viele Botschaften und Verwaltungssitze, insbesondere rund um den Place Victor Hugo, der ein ziemlich lebhaftes Zentrum ist.

## Sehenswürdigkeiten

Besondere Privathäuser
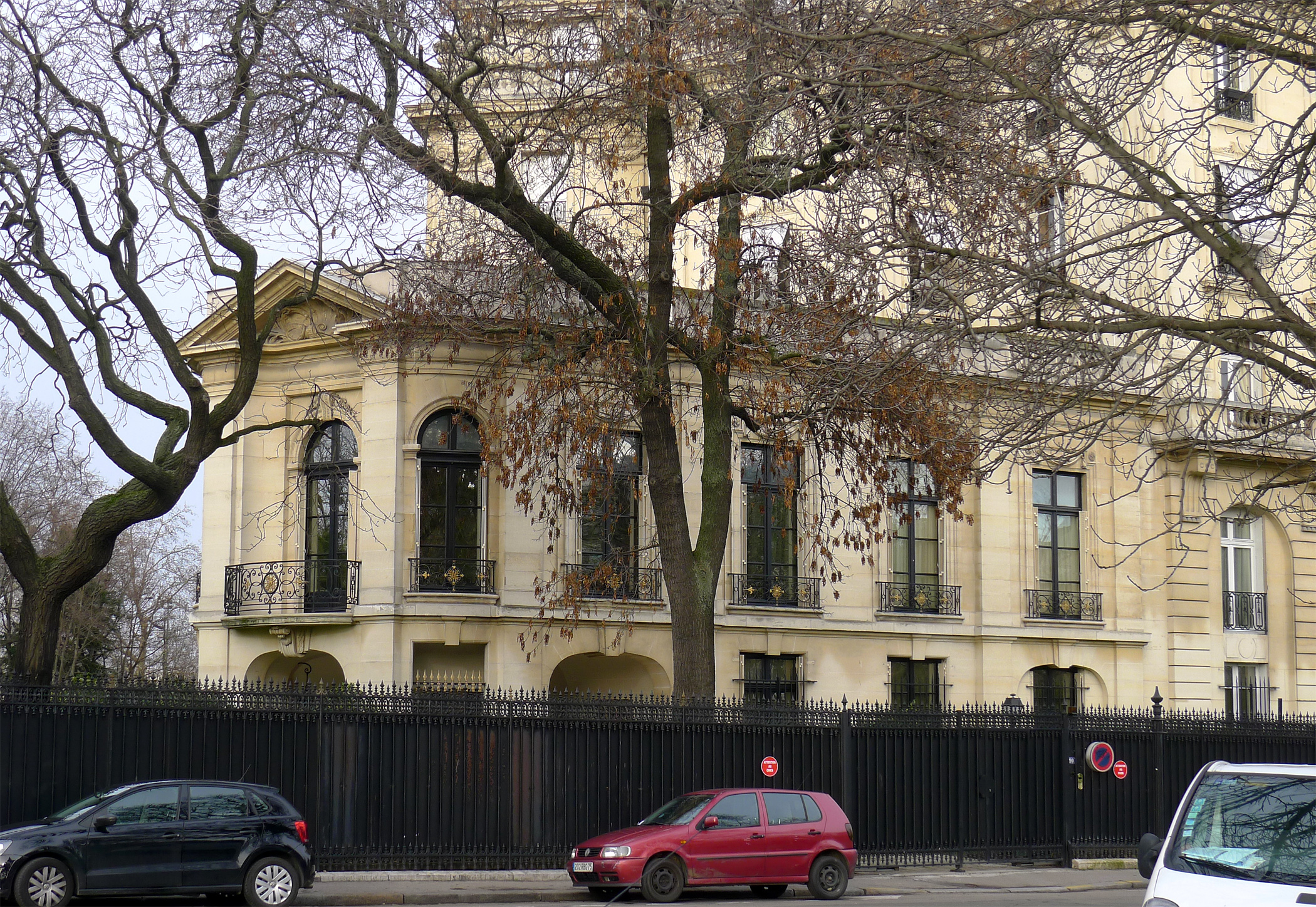
90, Avenue Foch: Haus des Industriellen Louis Renault
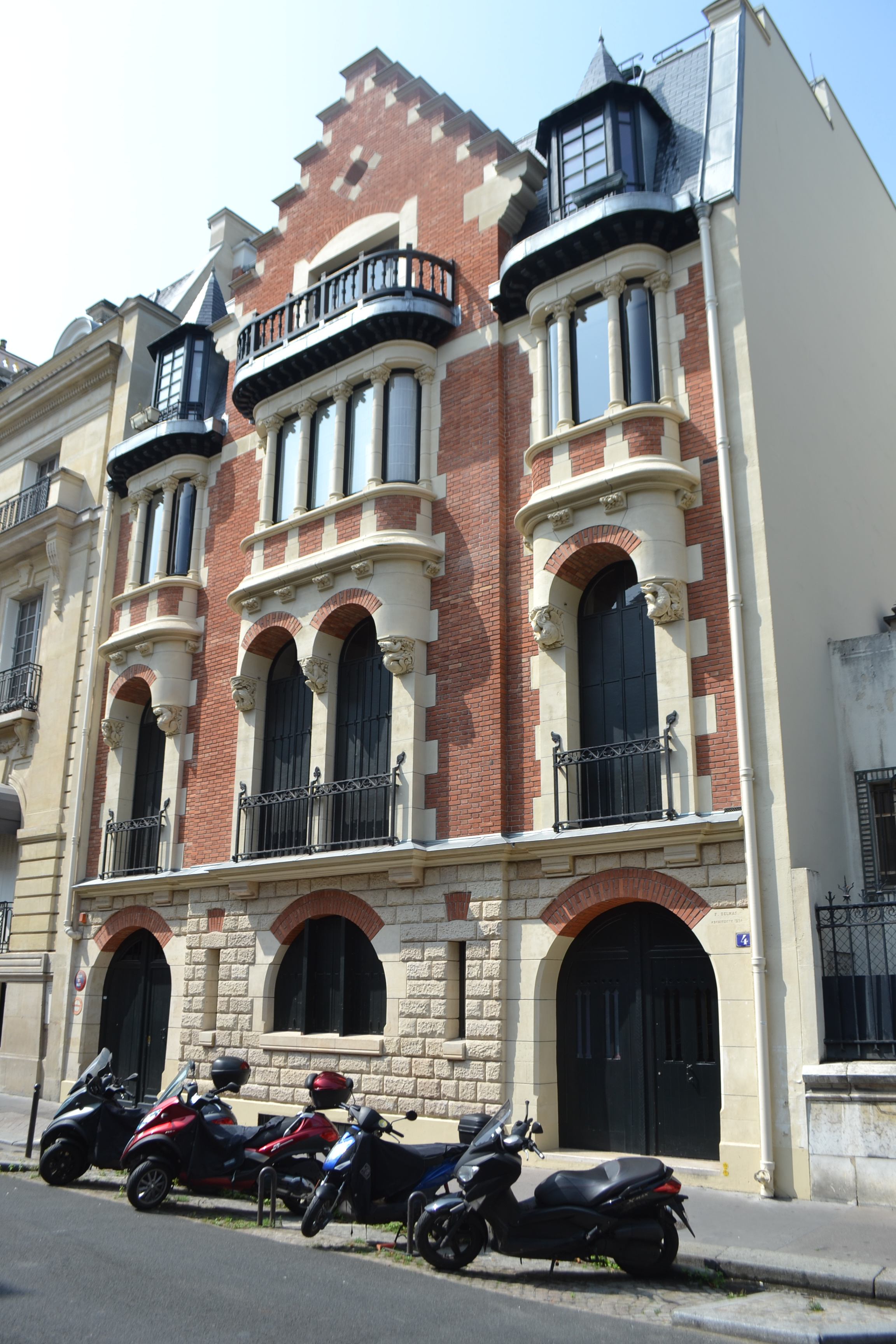
4, Rue de Lota
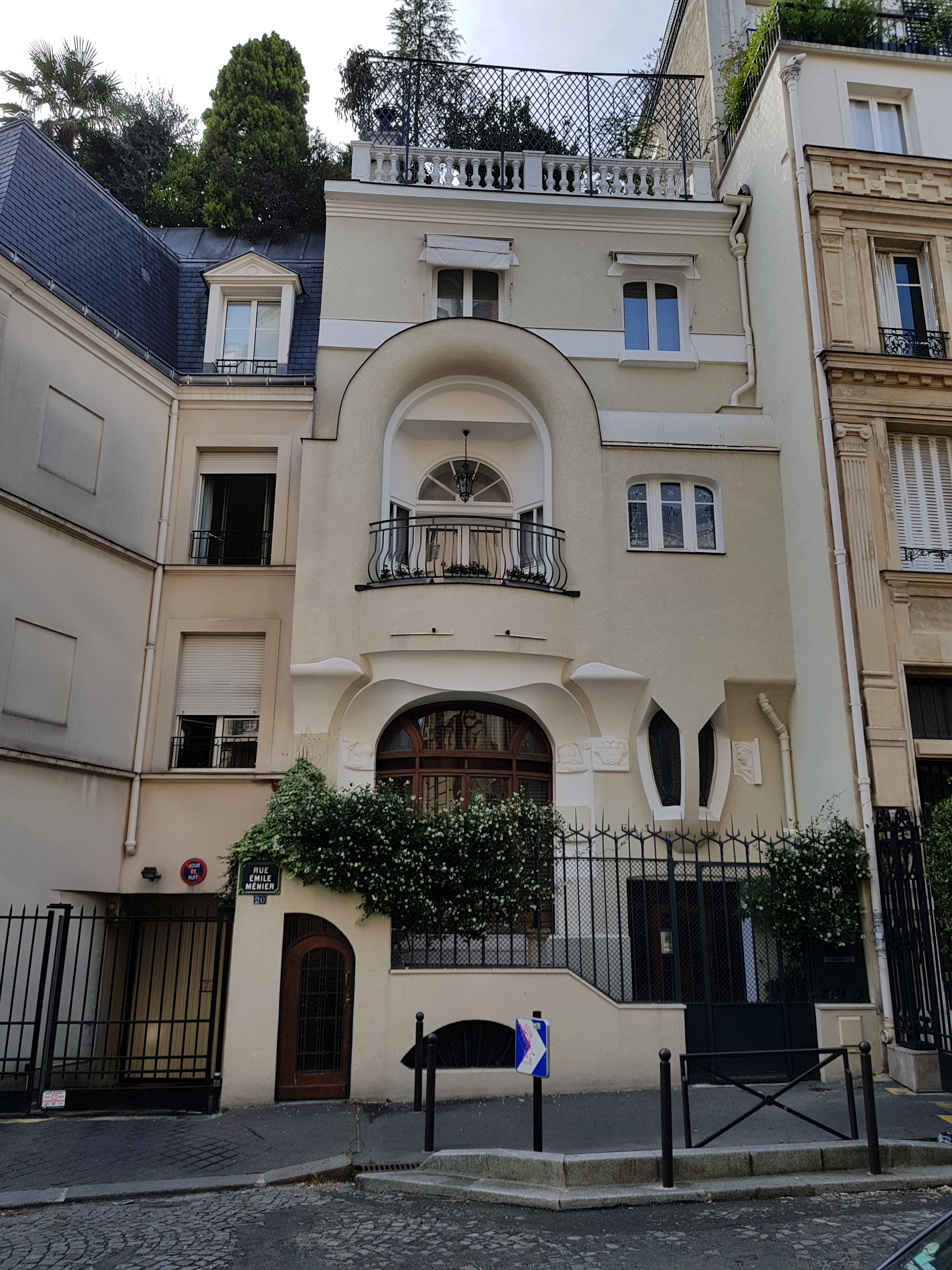
20, Rue Émile-Menier
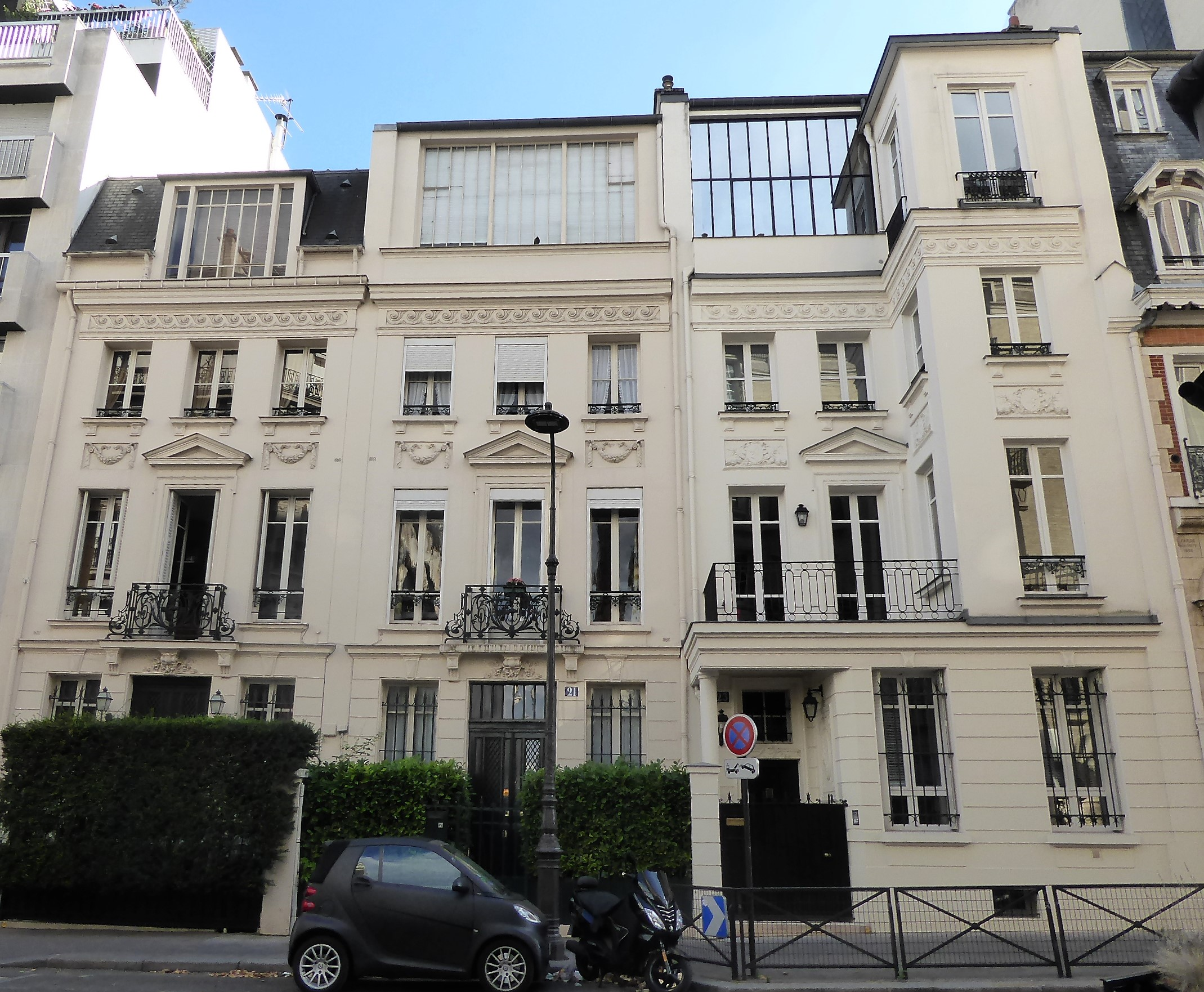
21, Rue Dufrenoy: Häuser im neo-klassisch-englischen Stil
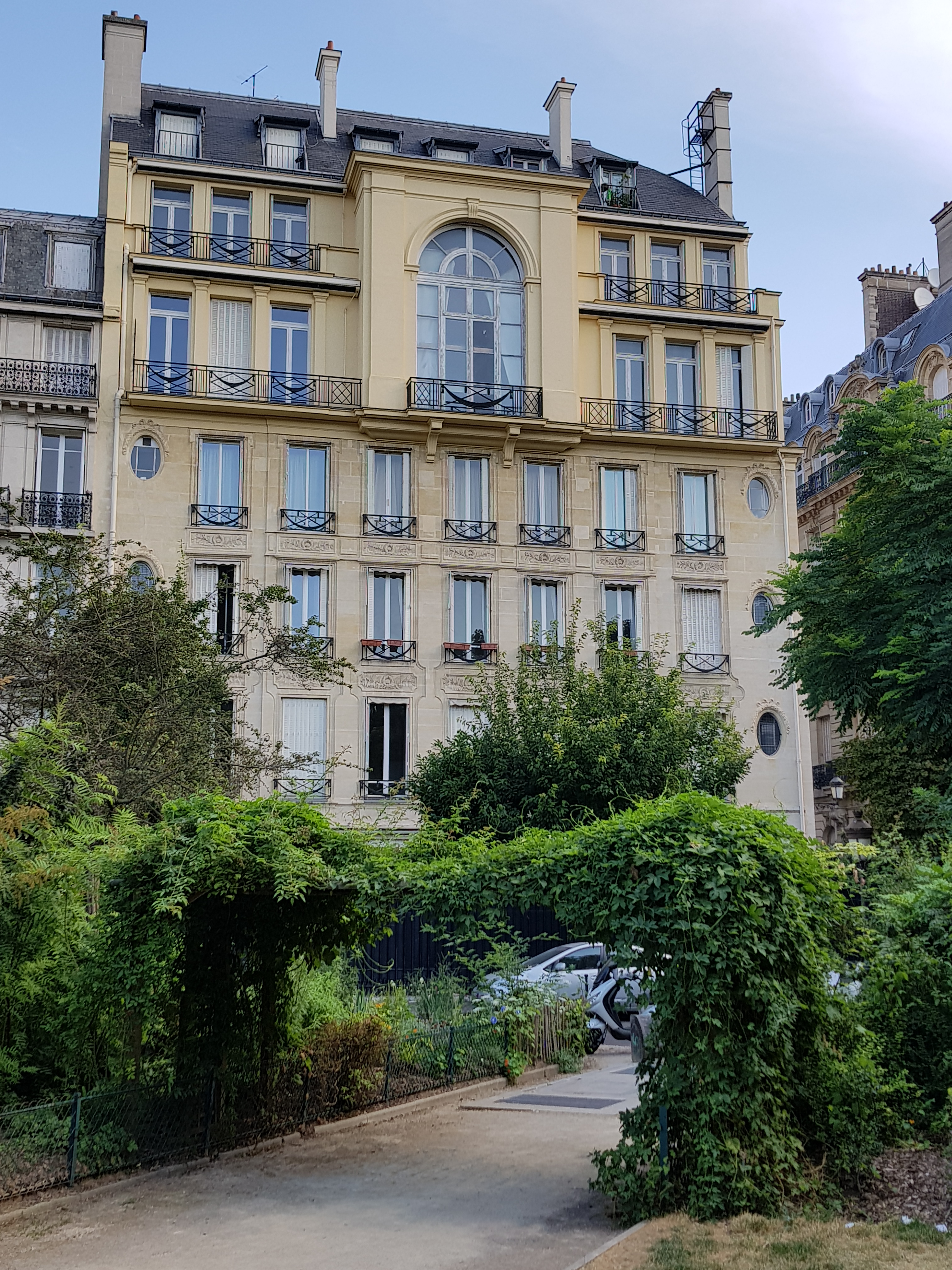
82, Avenue Foch
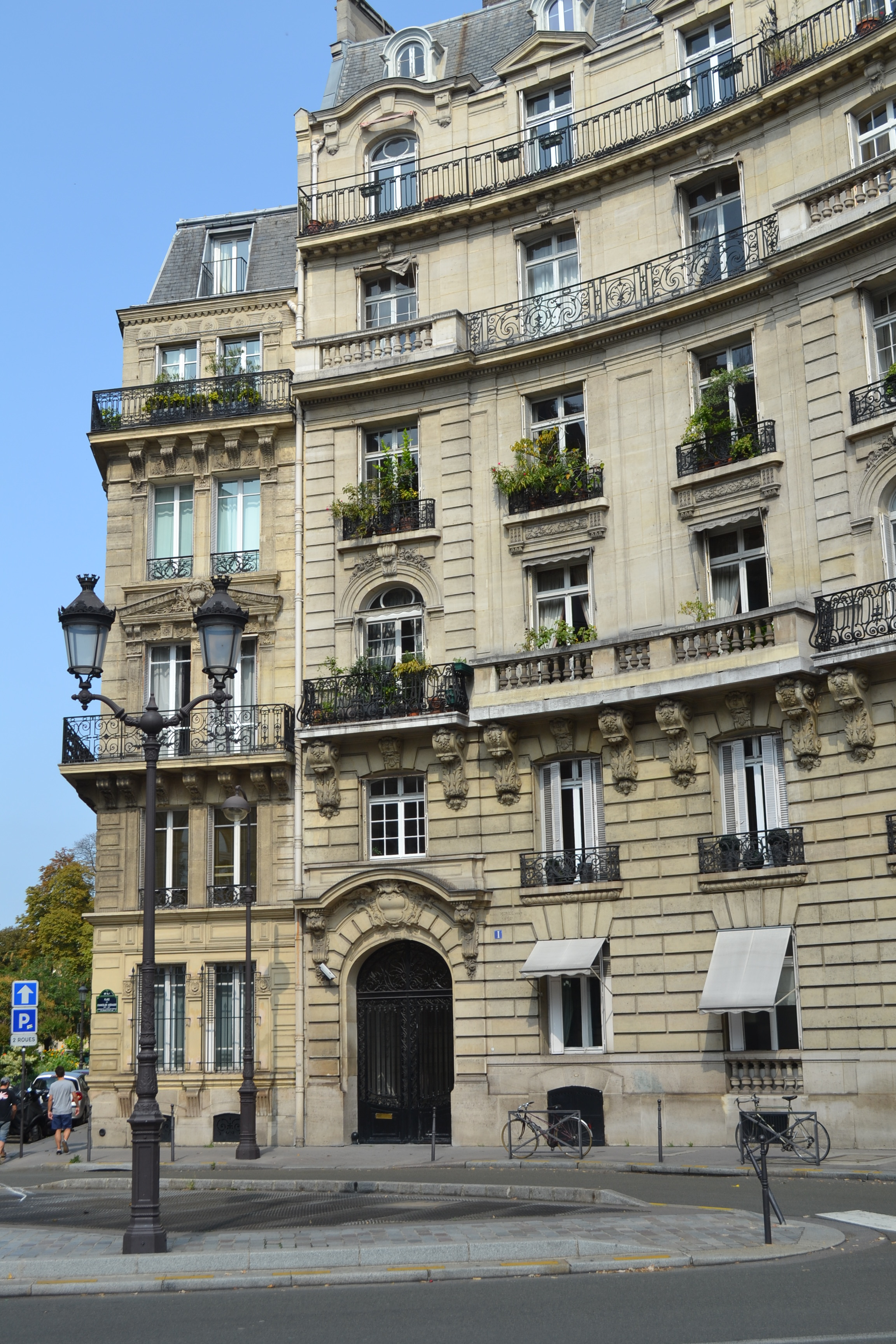
1, Place du Chancelier-Adenauer
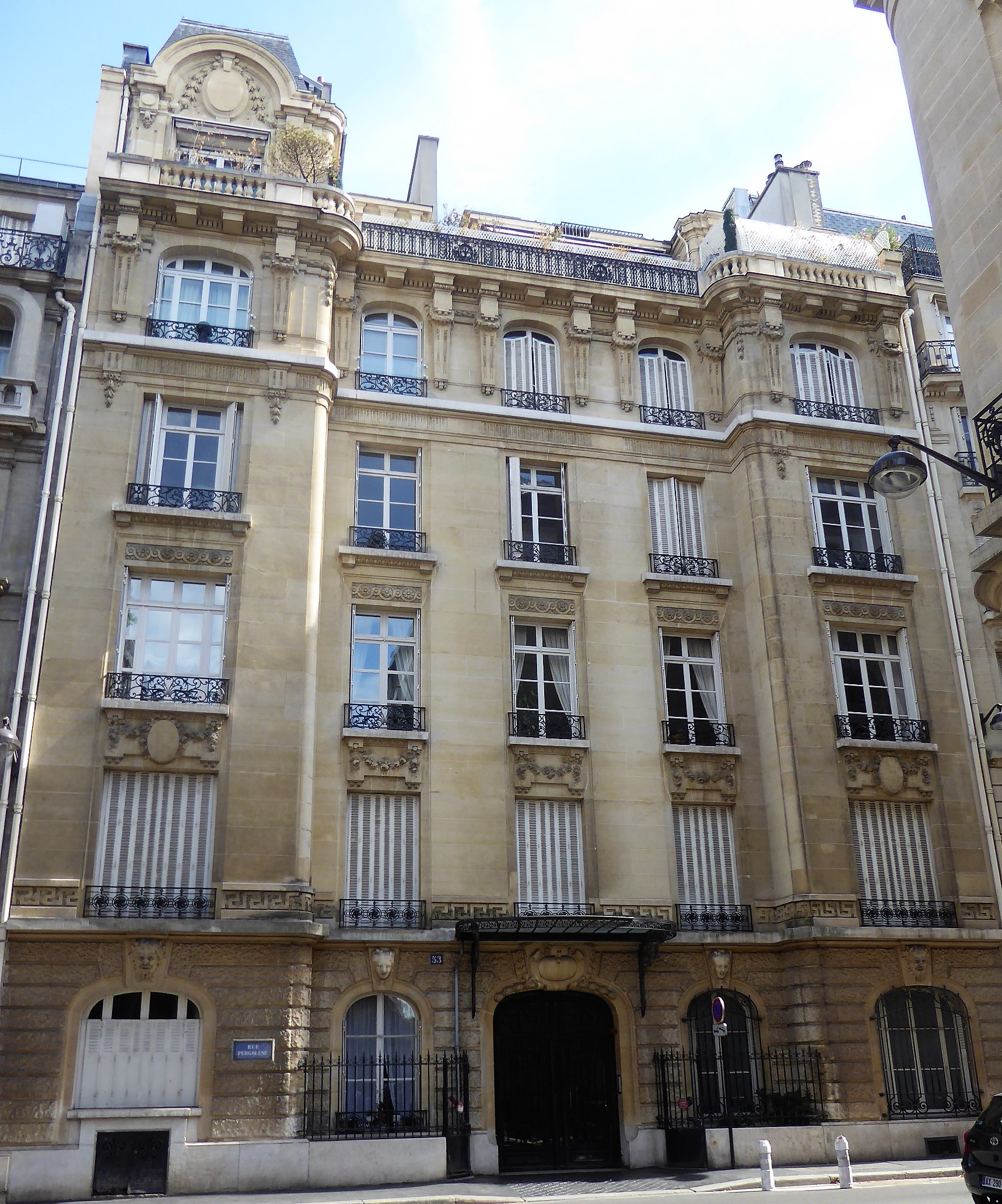
53, Rue Pergolèse: Gebäude im Neoklassizismus
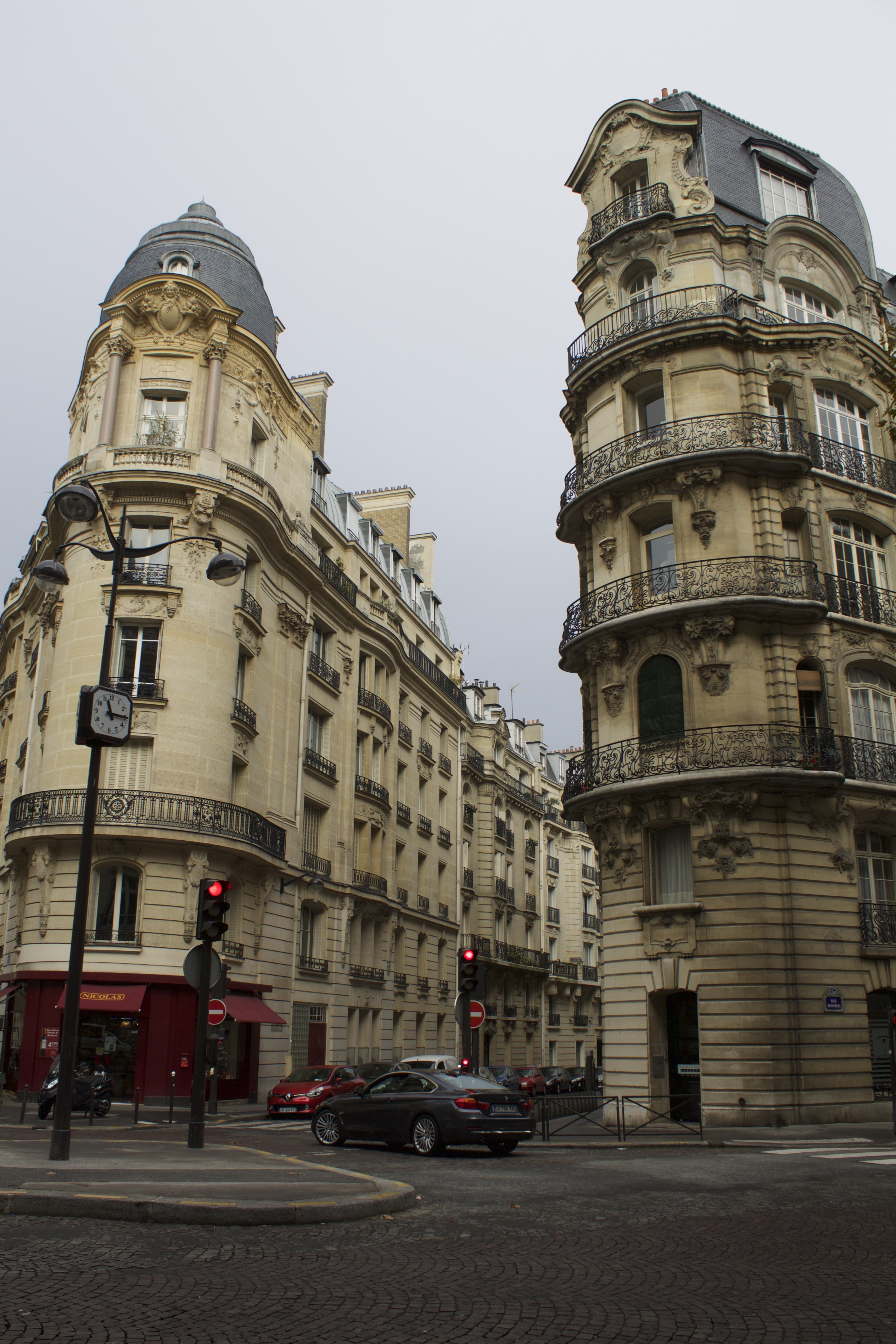
Rue Benjamin Godard und Rue Spontini

Privatstraßen
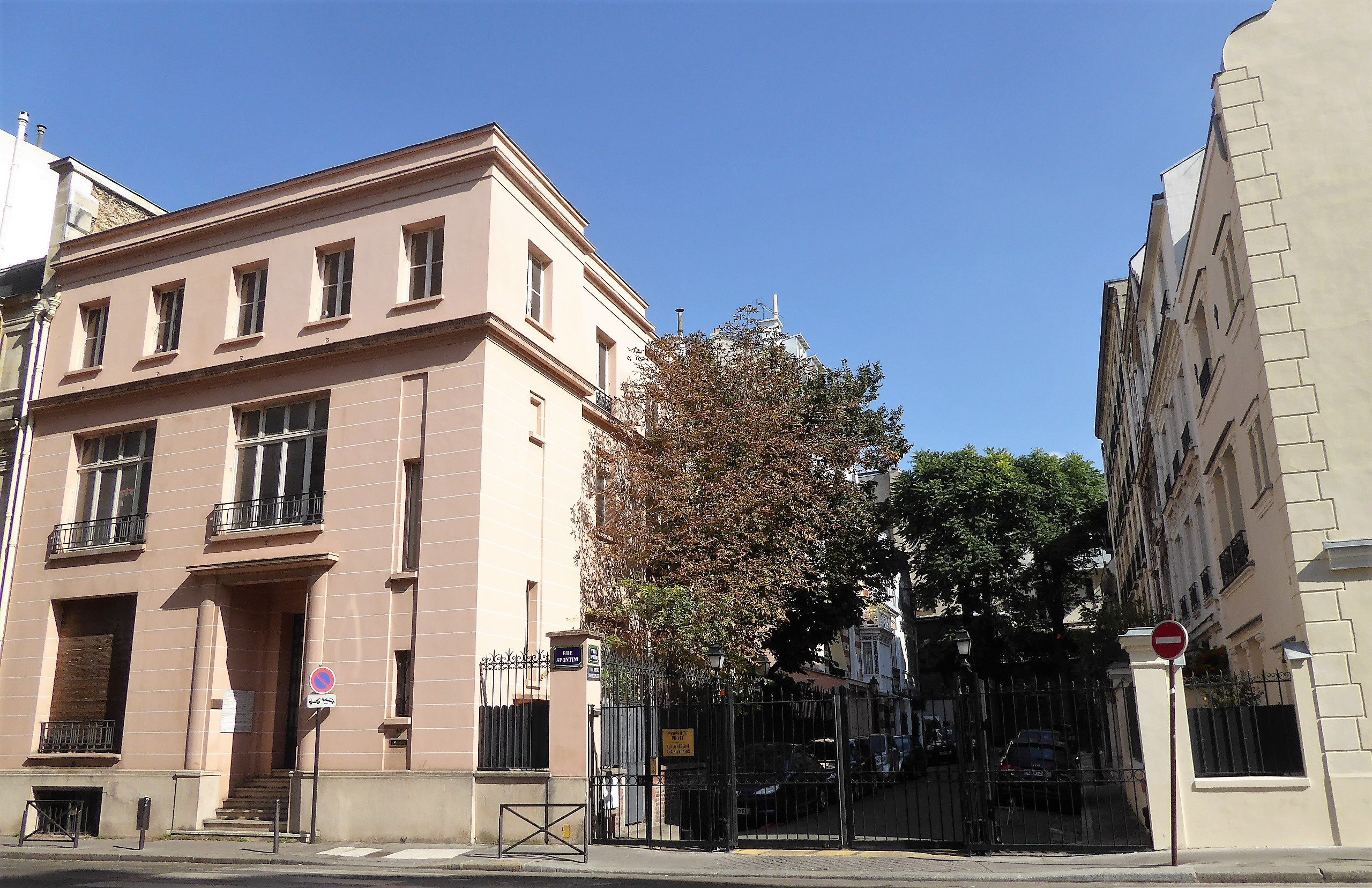
Villa Spontini
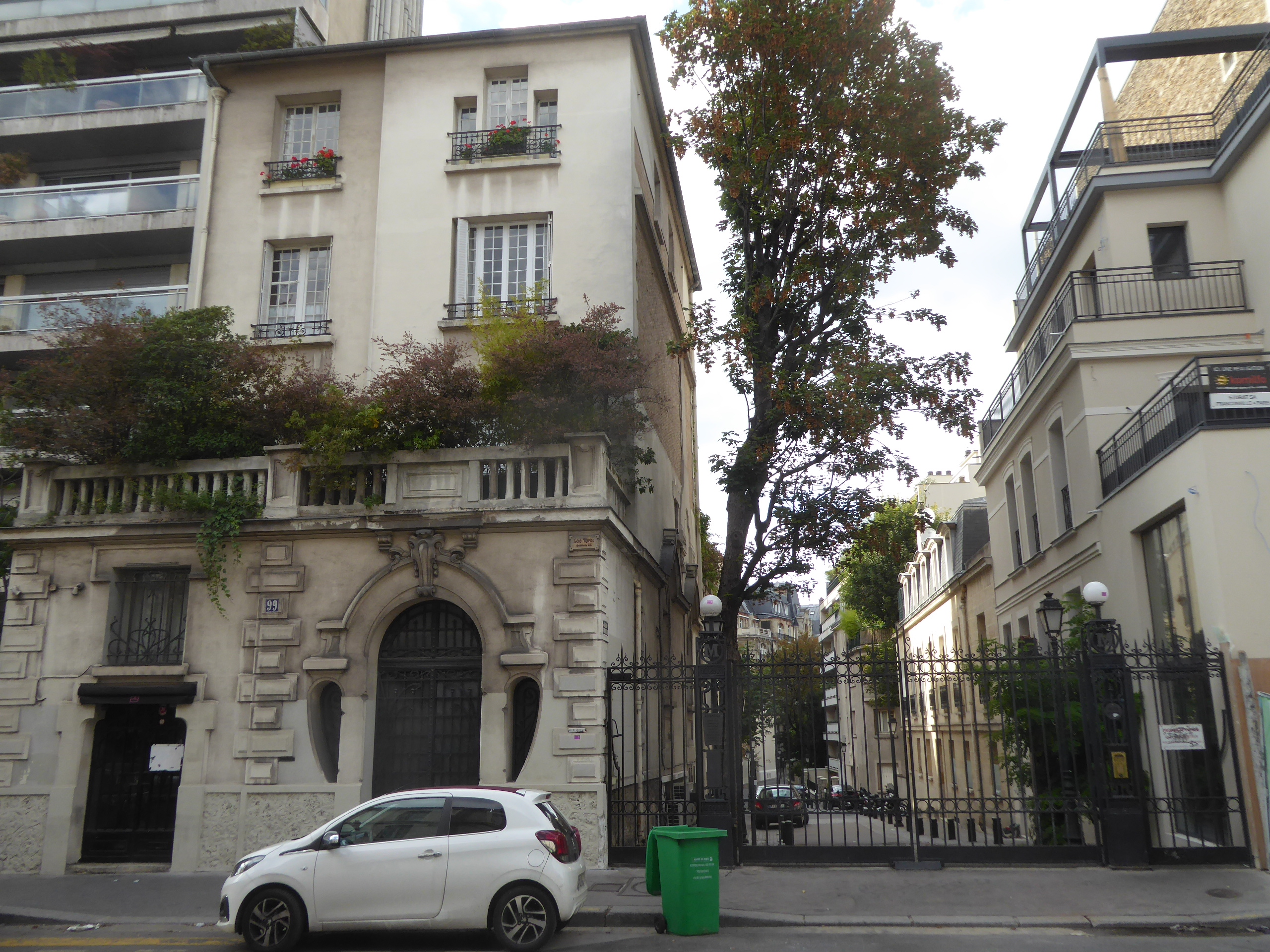
Avenue de Montespan
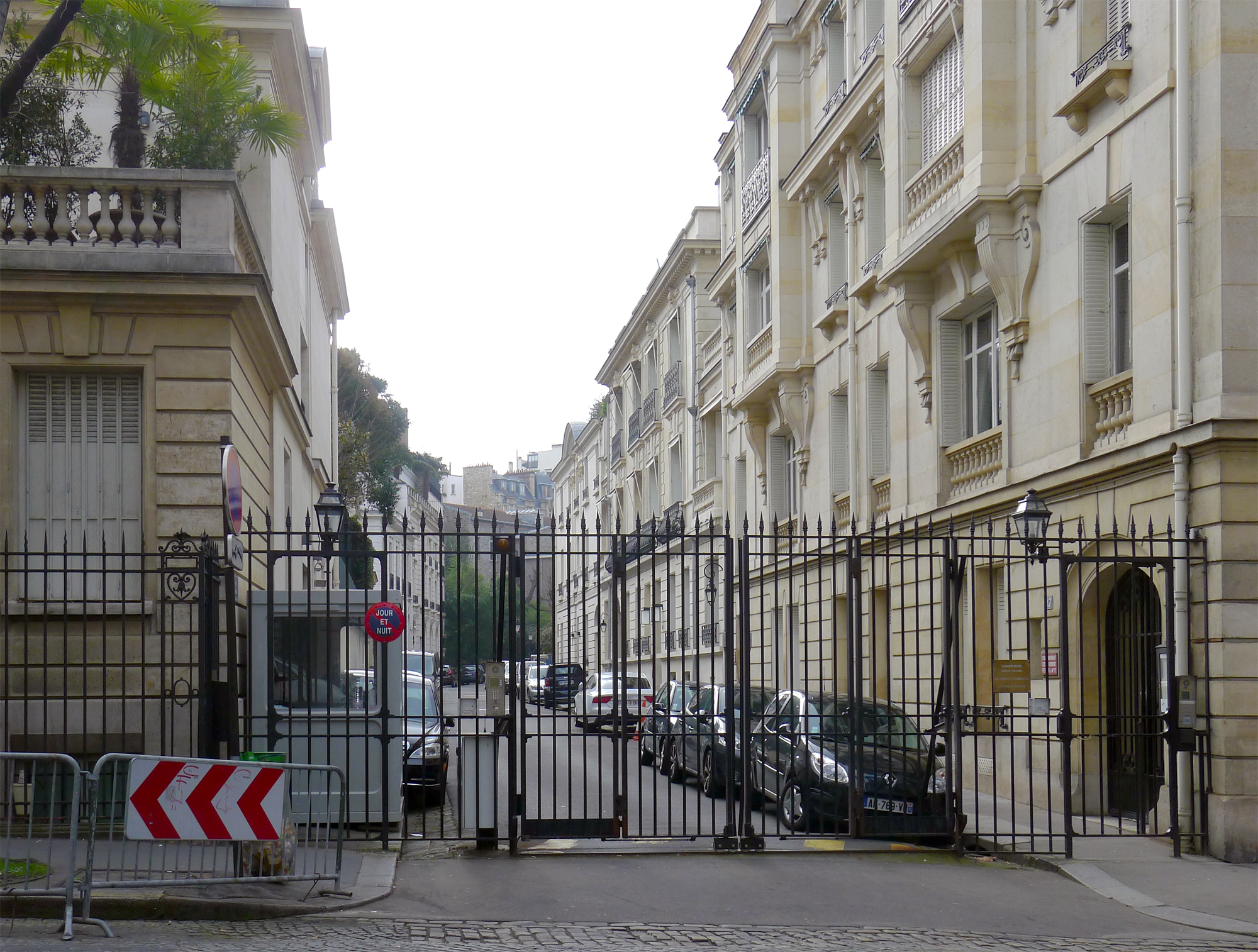
Rue Dosne
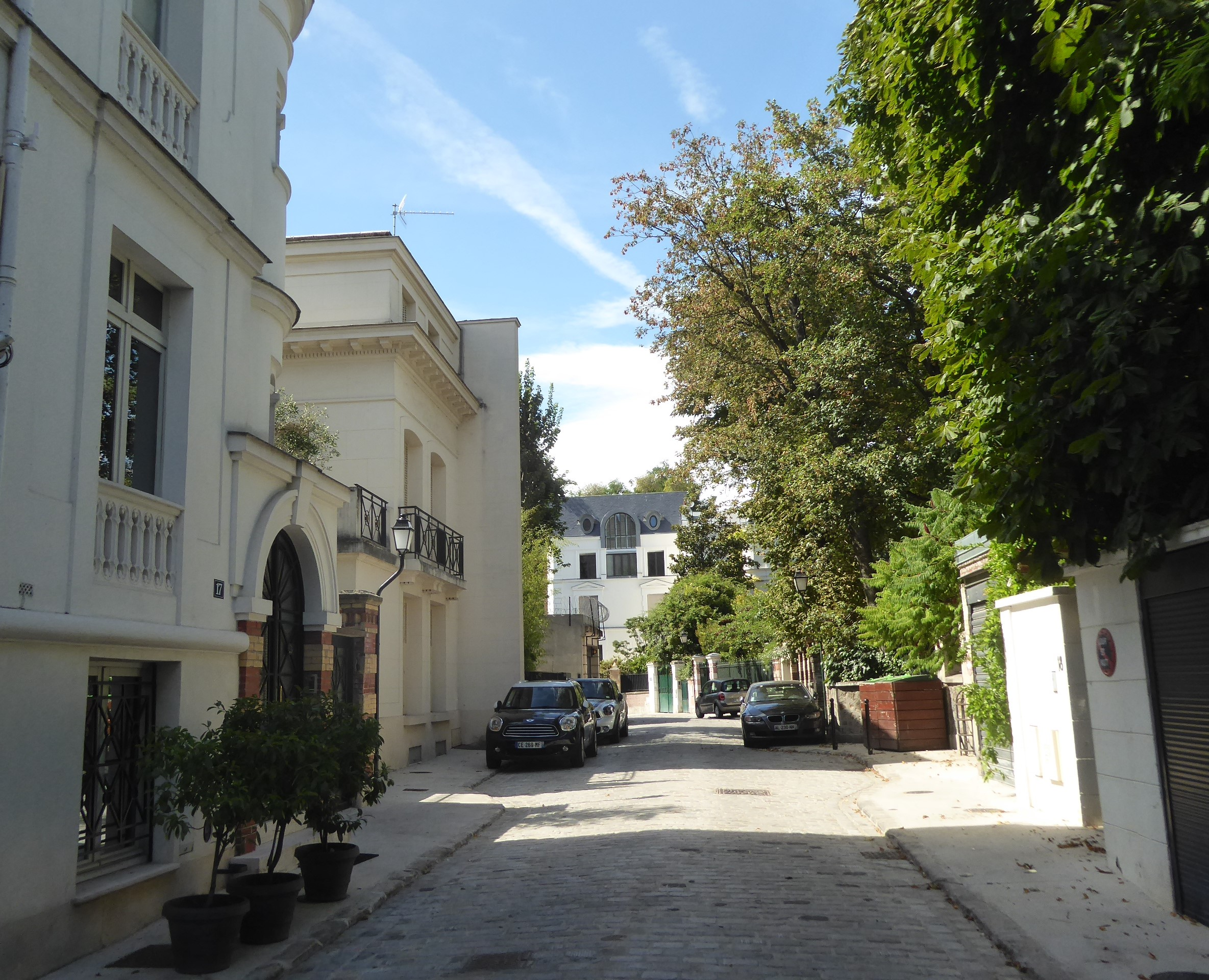
Villa Dupont